# Romuald Kujawa
Romuald Jarosław Kujawa (ur. 17 stycznia 1962 w Sulechowie) – polski piłkarz grający na pozycji obrońcy, następnie trener piłkarski i radny miejski.
Kujawa prawie całą (oprócz gry we Francji) swoją karierę spędził w klubach z Dolnego Śląska: Zagłębiu Lubin, Śląsku Wrocław i Miedzi Legnica. Najlepszy okres w karierze Kujawy to lata 1989–1991, kiedy grał w Zagłębiu, z którym zdobył mistrzostwo Polski 1991 i wicemistrzostwo rok wcześniej.
W 1990 zdobył „Złote Buty” Sportu dla najlepszego piłkarza Ekstraklasy.
Został trenerem grającego w IV lidze dolnośląskiej BKS Bobrzanie Bolesławiec.
W 2006 bezskutecznie, a w 2010, 2014, 2018 i 2024 z powodzeniem kandydował na radnego Lubina z ramienia komitetu Roberta Raczyńskiego. W 2023 był także kandydatem Bezpartyjnych Samorządowców do Sejmu.

## Reprezentacja Polski
13 marca 1991 wystąpił jedyny raz w reprezentacji Polski w meczu z Finlandią.
| l.p. | Data          | Miejsce  | Przeciwnik | Rezultat | Rozgrywki  | Grał | Uwagi |
| ---- | ------------- | -------- | ---------- | -------- | ---------- | ---- | ----- |
| 1.   | 13 marca 1991 | Warszawa | Finlandia  | 1:1      | towarzyski | 90'  |       |